# Ligne Castellbisbal / el Papiol - Mollet
La ligne Castellbisbal / el Papiol - Mollet ou ramal del Vallès est une ligne de chemin de fer électrifiée qui appartient à ADIF qui relie la ligne de Vilafranca avec la ligne de Gérone en traversant le Vallès. La ligne commence par une liaison avec les gares de Castellbisbal et El Papiol et se termine par la liaison avec la ligne de Gérone à Mollet del Vallès.
La ligne est d'écartement mixte (ibérique et normale) et à double voie et les services qui la traversent sont des rodalies, des régionaux et / ou des trains de marchandises.
En plus de ces liaisons, il existe une connexion avec une troisième ligne, la ligne Barcelone - Manrèse - Lérida - Almacelles, qui relie Barcelone à la gare de Cerdanyola del Vallès.

## Histoire

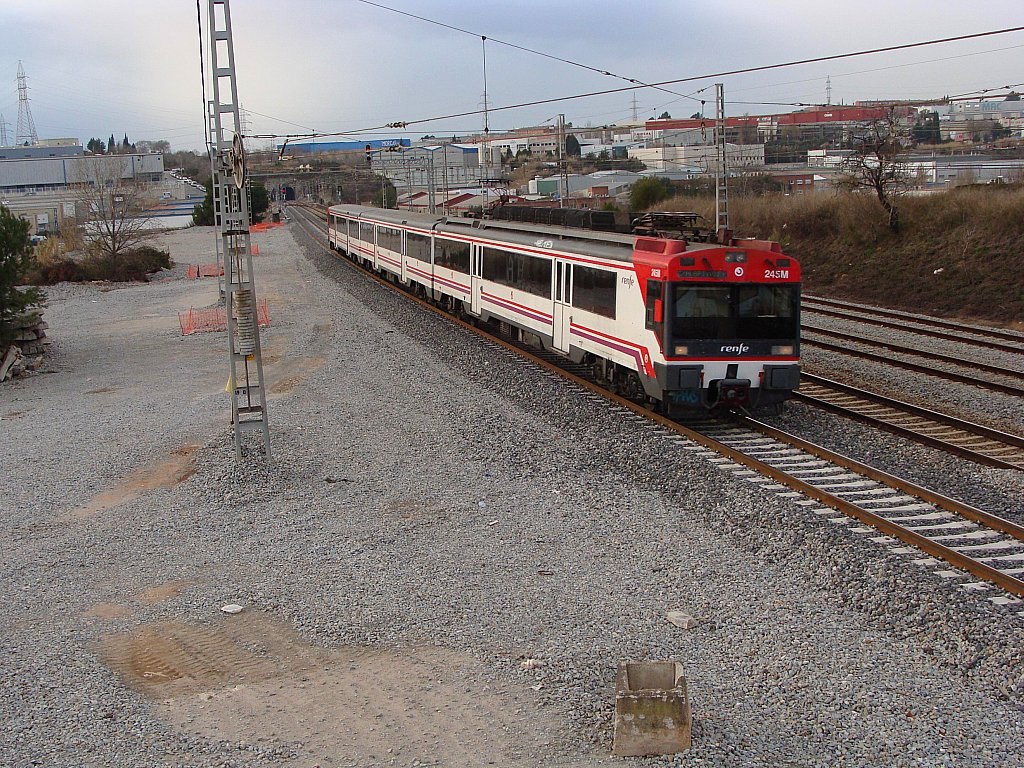
Unité 440R faisant son entrée en gare de Rubí assurant une liaison R7 Martorell-Cerdanyola Universitat-L'Hospitalet.

Cette ligne a été construite en 1982 en tant que voie ferrée orbitale pour empêcher les trains de marchandises de traverser Barcelone, en particulier le train nucléaire. Bien que les trains de marchandises n’aient au départ qu’un passage, les gares étaient déjà construites en même temps que la voie et ce n’est qu’en 1995 que la gare de Cerdanyola Universitat a vu les trains de Rodalies s'arrêter et le 23 mai 2005, la ligne R7 des Rodalies de Barcelone a été mise en service,, inaugurée le 16 mai, desservant les gares de Cerdanyola Universitat, Rubí et Sant Cugat del Vallès.
La ligne est en cours d'adaptation pour permettre l'installation d'une troisième voie dans les voies permettant le trafic de trains à écartement standards et ibériques, permettant ainsi la nouvelle circulation des marchandises de la LGV Madrid - Barcelone - Frontière française.

## Exploitation
En plus des trains de marchandises à écartement ibérique, il y a également des trains de la ligne R8 de Rodalia de Barcelone exploités par la Renfe, reliant Martorell-Central à Granollers Centre et des trains de la ligne R7 de Rodalia de Barcelone reliant Cerdanyola Universitat à Sant Andreu Arenal, les trains de la ligne R7 ne traverse qu'une petite partie de la ligne entre Cerdanyola Universitat et Cerdanyola del Vallès, et après suivent vers la ligne de Manrèse.
| Service      | Terminal service       | Début ligne            | Fin ligne             | Terminal service   |
| ------------ | ---------------------- | ---------------------- | --------------------- | ------------------ |
|              | Cerdanyola Universitat | Cerdanyola Universitat | Cerdanyola del Vallès | Sant Andreu Arenal |
| R8 barcelona | Martorell-Central      | Castellbisbal          | Mollet - Sant Fost    | Granollers Centre  |